# Кантюков Ігор Васильович
Кантюков Ігор Васильович — радянський і російський контрабасист, бас-гітарист, аранжувальник, композитор, керівник Біг-бенду «Орфей» РДМЦ. Заслужений діяч мистецтв Росії (2006).

## Життєпис
Народився 29 грудня 1945 р. в Тулі (РРФСР). Закінчив Тульське музичне училище ім. О. Даргомижського з класу баяна (1964).
З 1963 року грав в оркестрі Едді Рознера. Був тубистом і контрабасистом джаз-оркестру Анатолія Кролла Тульської філармонії, грав в оркестрі «Сучасник» під керуванням Анатолія Кролла.
З 1973 року — у складі ансамблю «Мелодія» Георгія Гараняна, де проявив себе як аранжувальник і композитор. Найвідомішою композицією І. Кантюкова стала «Лабіринт», що дала назву альбому.
У 1983—1985 рр. грав в ансамблі солістів «Барометр».
Автор музики до документального та ігрового кіно (зокрема до картин Петра Тодоровського, Станіслава Говорухіна, Павла Чухрая, Алли Сурикової).

## Фільмографія
Автор музики до фільмів:
- «Прощаючись із дитинством» (1980)
- «Білий танець»(1981, Одеська кіностудія)
- «Бій на перехресті» (1982, Одеська кіностудія)
- «Балада про доблесного лицаря Айвенго» (1982)
- «Не хочу бути дорослим» (1982)
- «Справи земні» (1983)
- «Клітка для канарок» (1983)
- «Військово-польовий роман»  (1983, у співавт., Одеська кіностудія)
- «Дорога до себе» (1984, у співавт. з В. Зубковим)
- «У пошуках капітана Гранта» (1985, Т/Ф, 7 с, СРСР (Одеська кіностудія)—Болгарія; у співавт.)
- «Повернення Будулая» (1985, т/ф, 4 с, у співавт. з В. Зубковим)
- «Велика пригода» (1985, у співавт. з В. Зубковим)
- «Чорна стріла» (1985)
- «Будь-що-будь» (1986, т/ф, 2 с, Одеська кіностудія)
- «Вірю в веселку» (1986)
- «По головній вулиці з оркестром» (1986)
- «Перехоплення» (1986)
- «Ранкове шосе» (1988, Одеська кіностудія)
- «Пригоди Квентіна Дорварда, стрілка королівської гвардії» (1988)
- «Інтердівчинка‎» (1989, СРСР—Швеція; у співавт.)
- «Лицарський замок» (1990)
- «Плеймейкер»/Playmaker (1990, документальний)
- «Ай лав ю, Петрович!» (1990, Одеська кіностудія)
- «Господня риба» (1991, Одеська кіностудія)
- «У російському стилі» (1991)
- «Жіноча тюряга» (1991)
- «За останньою межею» (1991)
- «Божевільні» (1991, у співавт. з Г. Гладковим)
- «Кур'єр на Схід» (1991)
- «Ченч» (1992, Росія—Україна)
- «Анкор, ще анкор!» (1992, у співавт.)
- «Ціна скарбів» (1992)
- «Вовчиці» (1993)
- «Дідусь хороший, але... Не говорить куди сховав гроші» (1993)
- «Нальот»/рос. Налётъ (1993, Україна, Одеська кіностудія)
- «Сторонній» (1993, Україна, документальний)
- «Квадрат» (1995)
- «Трамвай в Москві» (1995, короткометражний)
- «Що за чудова гра» (1995, у співавт.)
- «Князь Юрій Долгорукий» (1998)
- «Рейнджер з атомної зони» (1999, Росія—Білорусь)
- «Особливий випадок» (2000, 4 с)
- «Дідок з нігтик» (2002, короткометражний)
- «Оперативний псевдонім» (2003)
- «Феєрверк» (2003)
- «Невідкладна допомога» (2004, т/с)
- «Сармат» (2004, т/с)
- «Марфа і її щенята» (2005)
- «Оперативний псевдонім - 2. Код Повернення» (2005)
- «Карнавальна ніч 2, або 50 років потому» (2006, у співавт.)
- «Квартирне питання» (2007, т/с)
- «Ностальгія за майбутнім» (2007)
- «Московський декамерон» (2012)
- «Ключі від минулого» (2013, т/с)
- «Красуні» (2014, т/с) та ін.

Диригент, аранжувальник:
- «Падав торішній сніг» (1983, мультфільм; аранжування)
- «Околиця» (1998, аранжування)
- «Життя забавами повне» (2001, аранжування)
- «У сузір'ї бика» (2003, аранжування і диригент)
- «Нуль-сьомий змінює курс» (2007, диригент) та ін.